# Beschäftigungssicherung
Unter Beschäftigungssicherung versteht man Maßnahmen und Regelungen zur Vermeidung von Kündigungen und zur Sicherung der Einkommen von Beschäftigten. Hierfür können arbeitsmarktpolitische, tarifpolitische und betriebliche Instrumente verwendet werden.
Ziele der Beschäftigungssicherung sind:
- Kündigungen vermeiden und die Beschäftigten vor Arbeitslosigkeit schützen.
- Verhindern, dass die Beschäftigten durch die Absenkung von Arbeitszeit und Entgelt einseitig die Risiken und Lasten aufgebürdet bekommen.
- Relevantes Know-how in den Betrieben sichern und damit künftige Innovations- und Reaktionsfähigkeit für die Betriebe erhalten.
- Relevante industrielle Strukturen und Wertschöpfungsketten erhalten und stabilisieren.
- Entstehende Ausfallzeiten für gezielte Qualifizierung zu nutzen.

## Arbeitsmarktpolitische Instrumente
Gesetzliche Regelungen und Maßnahmenpakete der Regierungen die dauerhaft oder temporär ausgestaltet werden.
Arbeitsmarktpolitische Instrumente sind z. B. das Kurzarbeitergeld, oder die Weiterbildungsinitiative der Bundesagentur für Arbeit (WeGebAU).

## Tarifpolitische Instrumente
Rahmenabkommen oder Öffnungsklausel, die zwischen Gewerkschaften und Arbeitgebern abgeschlossen werden.
Die Gültigkeit ist häufig regional (Tarifgebiet) und/oder nach Branchen begrenzt. In den Rahmenabkommen werden Verfahren und mögliche Maßnahmen beschrieben. Die konkrete Umsetzung erfolgt bei Bedarf für jeden Betrieb individuell mit Hilfe einer eigenen Vereinbarung (Haustarifvertrag).
Tarifverträge zur Beschäftigungssicherung enthalten u. a. Regelungen zur Abweichung von gültigen Tarifverträgen. Etwa die Absenkung der Arbeitszeit oder die Verringerung der Entgelte und Sonderzahlungen. Wesentlich ist hierbei, dass eine Vereinbarung nur zeitlich begrenzte und nur mit Zustimmung der Tarifvertragsparteien erfolgen kann.

## Betriebliche Instrumente
Maßnahmen auf betrieblicher Ebene, die zwischen Betriebsrat und Arbeitgeber vereinbart werden. Regelungen können einzelne Abteilungen und/oder den gesamten Betrieb betreffen.
Mögliche Instrumente sind z. B. der Abbau von Arbeitszeitkonten und Resturlaub, zusätzliche Freischichten, der Wegfall von Wochenendarbeit oder verlängerte Werksferien.
Neben diesen „passiven“ Maßnahmen können auch „aktive“ Regelungen getroffen werden. Etwa, wenn vereinbart wird, das entstehende Ausfallzeiten durch Kurzarbeit oder Freischichten zur Qualifizierung genutzt werden.